# FC Eintracht Bamberg
 (septembre 2012).
Si vous disposez d'ouvrages ou d'articles de référence ou si vous connaissez des sites web de qualité traitant du thème abordé ici, merci de compléter l'article en donnant les références utiles à sa vérifiabilité et en les liant à la section « Notes et références ».
Maillots
Dernière mise à jour : 28 décembre 2024.
Le FC Eintracht Bamberg 2010 e. V. est un club omnisports allemand, fondé le 5 juillet 2010 et basé à Bamberg en Bavière. Il est le successeur du 1. FC Eintracht Bamberg, issu lui-même de la fusion en 2006 des deux clubs de la localité, le 1. FC 01 Bamberg et le TSV Eintracht Bamberg, et tombé en faillite en 2010.
Le premier club créé à Bamberg, le 1. FC 01 Bamberg, est en premier lieu destiné au football, mais des sections de bowling, de gymnastique, de karaté, de rugby, de tennis, de tennis de table et de volley-ball ont entre-temps également été ouvertes.

## Histoire

### 1. FC 01 Bamberg
Le club est créé le 3 mars 1901 au restaurant "Goldene Schwane" et joue, le 29 septembre 1901, son premier match officiel contre le 1. FC Nuremberg, fondé l’année précédente. Le 1. FC Nuremberg s’impose par deux buts à zéro.
À partir du 1er octobre 1905, le club prend part au "Gau Nordbayern", une ligue régionale organisée par la Verband Süddeutscher Fußball-Vereine (VSFV) et comprenant cinq équipes. De 1910 à 1912, le club joue dans la "Ostkreis-Liga".
Pour les trente années qui suivent, on dispose de très peu d’informations sur le club qui, en 1942 accède à la Gauliga Nordbayern, une ligue issue de la scission de la Gauliga Bayern (créée en 1933 sur ordre des Nazis). Renforcé par des soldats membres d’un régiment de Panzers, le 1. FC 01 Bamberg évolue deux saisons dans cette ligue qui est dissoute à la fin de la Seconde Guerre mondiale.
En 1945, la région sud de l’Allemagne est placée sous administration américaine. Les compétitions de football reprennent dès la fin de l’automne 1945. Le 1. FC 01 Bamberg est reversé en Landesliga Bayern, ligue considérée comme le deuxième niveau régional directement sous une série nouvelle établie et dénommée Fußball-Oberliga Süd. En fin de saison, le 1. FC 01 termine champion et promu en Fußball-Oberliga Süd, où il retrouve le 1. FC Nuremberg et le SpVgg Fürth, deux autres équipes de Franconie. Dix-huitième sur vingt en 1946-1947, le club redescend.
La saison suivante, le 1. FC 01 Bamberg échoue lors des matches de barrage contre le BC Augsbourg et ne rejoint pas l’Oberliga Süd, une ligue désormais officiellement établie par la DFB comme "Division 1" et dont le champion dispute la phase finale du championnat national officiellement recréé.
Le club est reversé en 2. Oberliga Süd lors de sa création en 1950, une ligue située au deuxième niveau de la hiérarchie. En 1953, le club échoue à la 3e place à quatre points du Hessen Kassel, le deuxième promu. Évitant la relégation de peu en 1955, il descend l’année suivante vers une "Amateurliga". Bamberg revient en "2. Oberliga Süd" en 1958, mais redescend deux ans plus tard.
En 1963, après la création de la Bundesliga, le 1. FC 01 Bamberg recule alors au troisième (Amateurliga Bayern), puis quatrième niveau (Landesliga Bayern - Nord) de la pyramide du football allemand. Il remonte en Amateurliga Bayern (renommé Amateur-Oberliga Bayern) en 1975. L’aventure ne dure qu’une seule saison. Le club remonte en 1981 et inaugure son nouveau club-house. Lors de la saison 1985-1986, à court d’argent, le club perd plusieurs éléments qui étaient tous sous contrat avec le même agent. Faute de paiements, l’agent reprend ses joueurs. Le club achève la compétition avec des jeunes, mais ne peut éviter la relégation, suivie d’une seconde en 1987 vers la Bezirksliga. Cette ligue, située au cinquième niveau, devient la Bezirksliga Oberfranken l’année suivante.
Le 1. FC 01 Bamberg remonte en Landesliga Bayern - Nord (niveau 4) en 1992, mais redescend deux ans plus tard. Avec l’instauration des Regionalligen au 3e niveau, le club se retrouve alors au niveau 6.
En 1997, le club retourne en Landesliga Bayern - Nord (niveau 5). Neuf ans plus tard, le club termine vice-champion et, après des barrages victorieux (contre TSG Tannhausen 0-4, puis contre le Freie TuS Regensburg 0-2), le 13 juin 2006, monte en Oberliga Bayern (niveau 4). Quelques semaines plus tôt, le 1er avril 2006, le 1. FC 01 Bamberg finalise un accord avec son voisin du TSV Eintracht Bamberg pour fusionner et former le 1. FC Eintracht Bamberg qui prend la place en Oberliga.

### 1. FC Eintracht Bamberg
Cinquième au terme de la saison 2006-2007, le 1. FC Eintracht Bamberg termine la saison suivante à la même place. Cela lui permet d'être qualifié pour la Regionalliga Süd. Cette fin de saison est marquée par la création de la 3. Liga, en tant que "Division 3" et donc une réorganisation des ligues.
Dixième en 2009, le club termine à la 17e et avant-dernière place en 2010. Cette montée puis relégation laisse des traces. La direction du club fait aveu de faillite le 11 mai 2010. Le nécessaire est rapidement fait pour reconstituer un club qui reçoit le nom de FC Eintracht Bamberg et assure sa place en Bayernliga.

### FC Eintracht Bamberg 2010
En 2010-2011, le FC Eintracht Bamberg 2010 évolue en Bayernliga, soit au 5e niveau de la hiérarchie de la DFB. La Bayernliga est la nouvelle appellation de l'ancienne Oberliga Bayern depuis son recul d'un rang en 2008.
Le 3 avril 2016, le président Matthias Zeck, qui avait participé au sauvetage du club lors de la faillite de 2010, se retire, à la suite de divers échecs dans ses tentatives de redresser la situation financière du club. Le 17 mars 2016, lors d'une assemblée générale face aux membres du club, le nouveau directeur par intérim, Jörg Schmalfuß, annonce que le club fait de nouveau face à des dettes qu'il ne peut pas rembourser, à hauteur de 440 000 euros, et qu'il doit se déclarer en situation d'insolvabilité, ce qui entraîne au minimum une relégation forcée dans la division immédiatement inférieure, la Landesliga, et pourrait, selon les décisions du tribunal et de la fédération bavaroise de football, annuler tous les matchs joués par l'équipe lors de la saison 2015-2016.

## Image et identité

### Blason

Logo du 1. FC 01 Bamberg avant 2006
Logo du TSV Eintracht Bamberg avant 2006
Logo du 1. FC Eintracht Bamberg de 2006 à 2010
Logo du FC Eintracht Bamberg 2010 depuis sa création

## Palmarès et résultats sportifs

### Titres et distinctions
1. FC 01 Bamberg
- Champion de la Landesliga Bayern : 1946
- Vice-champion de la Landesliga Bayern - Nord : 2006

### Compétitions nationales
| Saison    | Ligue                        | Niveau |
| --------- | ---------------------------- | ------ |
| 1910-1912 | Ostkreis-Liga                | 1      |
| 1912-1942 | ?                            | ?      |
| 1942-1944 | Gauliga Nordbayern           | 1      |
| 1944-1945 | Gauliga Bayreuth-Nord        | 1      |
| 1945-1946 | Landesliga Bayern            | 2      |
| 1946-1947 | Oberliga Süd                 | 1      |
| 1947-1948 | Amateurliga Nordbayern       | 2      |
| 1948-1950 | Amateurliga Bayern           | 2      |
| 1950-1956 | 2. Liga Süd                  | 2      |
| 1956-1958 | Amateurliga Bayern           | 3      |
| 1958-1960 | 2. Liga Süd                  | 2      |
| 1960-1963 | Amateurliga Nordbayern       | 3      |
| 1963-1968 | Amateurliga Bayern           | 3      |
| 1968-1975 | Landesliga Nord              | 4      |
| 1975-1976 | Amateurliga Bayern           | 3      |
| 1976-1981 | Landesliga Nord              | 4      |
| 1981-1986 | Amateur-Oberliga Bayern      | 3      |
| 1986-1987 | Landesliga Nord              | 4      |
| 1987-1988 | Bezirksliga                  | 5      |
| 1988-1992 | Bezirksoberliga Oberfranken  | 5      |
| 1992-1994 | Landesliga Nord              | 4      |
| 1994-1997 | Bezirksoberliga Oberfranken  | 6      |
| 1997-2006 | Landesliga Nord              | 5      |
| 2006-2008 | Bayernliga                   | 4      |
| 2008-2010 | Regionalliga Süd             | 4      |
| 2010-2012 | Bayernliga                   | 5      |
| 2012-2015 | Regionalliga Bayern          | 4      |
| 2015-2016 | Bayernliga Nord              | 5      |
| 2016-2017 | Landesliga Bayern-Nordwest   | 6      |
| 2017-2018 | Bezirksliga Oberfranken West | 7      |
| 2018-2019 | Landesliga Bayern-Nordost    | 6      |
| 2019-2021 | Bayernliga Nord              | 5      |

## Personnalités du club

### Joueurs emblématiques
TSV Eintracht Bamberg
L'ancien attaquant du Bayer Leverkusen, Stefan Kießling, également passé par le 1. FC Nuremberg, où il a remporté un titre de champion de 2. Bundesliga, a fait ses débuts comme gardien de but, puis comme attaquant dans les équipes de jeunes du TSV Eintracht Bamberg entre 1988 et 2001. Sous le maillot du Werkself, il se distingue notamment par un titre de meilleur buteur de Bundesliga en 2013. Appelé pour la première fois en équipe nationale en 2007, il fait partie de la sélection allemande qui termine troisième lors de la coupe du monde 2010.
1. FC 01 Bamberg
- Dietmar Beiersdorfer
- Erich Geyer
- Frank Nitsche
- Leo Rost
- Harald Spörl
- Jürgen Täuber
- Clemens Wientjes
- Dieter Zettelmaier

## Infrastructures

### Stade
Le FC Eintracht Bamberg 2010 évolue à domicile dans l'enceinte autrefois dévolue au 1. FC 01 Bamberg. Le Fuchs-Park-Stadion, auparavant connu sous le nom de Hauptkampfbahn ou Volksparkstadion, est inauguré en 1926 avec une capacité de 22 600 places. Il est situé dans le Volkspark de Bamberg sur un site comprenant également une piscine, des terrains de tennis, un vélodrome (jusqu'en 1982), un terrain de roller-hockey et plusieurs terrains d'entraînement. Le record d'affluence est enregistré le 2 mai 1964, lors d'une rencontre de sélections nationales amateurs entre l'Allemagne et la France (1-1). Après divers aménagements, notamment en 2010 pour se mettre aux normes de la Regionalliga, le stade dispose d'une capacité de 5 500 places, dont 976 places assises.

## Autres sections

### Basket-ball
Après la Seconde Guerre mondiale, la localité de Bamberg profite de la présence de soldats américains stationnés à proximité et développe ainsi une solide tradition de basket-ball. Le FC Bamberg-Basket monte en 1970 dans la Bundesliga de la discipline créée quatre plus tôt. En 1988, la section basket-ball devient indépendante et est renommée TTL Bamberg. Le club porte successivement les noms de TTL uniVersa Bamberg (entre 1995 et 2000), de TSK uniVersa Bamberg (entre 2000 et 2003), de GHP Bamberg (entre 2003 et 2006), avant d'opter pour Brose Baskets, son nom actuel depuis 2006.
En 1973, le 1. FC 01 Bamberg-basket dispute les demi-finales du championnat. En 1976-1977, le club perd son joueur vedette, Jim Wade. Deux ans plus tard, l'équipe est reléguée en Division 2. Elle remonte en 1981, redescend, puis s'installe dans la Bundesliga à partir de 1984. Depuis, elle participe régulièrement aux compétitions européennes de la discipline.